# Wereld Natuur Fonds
Het Wereld Natuur Fonds (WWF-NL, voorheen WNF) is de Nederlandse tak van het World Wide Fund for Nature (WWF).
Het Wereld Natuur Fonds is een stichting die zich inzet voor het behoud, bescherming en herstel van natuur en (dier)soorten. WWF is wereldwijd actief in 238 regio's. Hiervan focust het Nederlandse kantoor van WWF zich op Nederland, Caribisch Nederland en de Guyana's, TRIDOM, Kavango-Zambezi, Amoer-Heilong en Kazachstan Altai-Sayan, Borneo, Sumatra en Papoea Koraaldriehoek, de Amazone, Pantanal, de Cerrado, het Atlantisch Regenwoud en de Noordpool.

## Missie
Het is de missie van het Wereld Natuur Fonds om de trend van natuurverlies zo snel mogelijk om te zetten naar natuurwinst. De organisatie benadrukt hierbij dat vaak de focus ligt op wat 'minder' moet (zoals reductie van CO₂-uitstoot, minder consumptie) waar WWF zich onderscheidt zich door ook te benadrukken wat er 'meer' nodig is: meer natuur en diversere natuur.

## Bestedingen
Van elke euro die het Wereld Natuur Fonds ontvangt, gaat 87 cent naar hun projecten en doelen. Van die 87 cent gaat het grootste deel (73 cent) naar natuurbescherming in het buitenland, 4 cent gaat naar natuurbescherming in Nederland en 10 cent gaat naar voorlichting en educatie. Verder besteden zij 9 cent van elke euro aan wervingskosten en 4 cent gaat naar beheer en administratie (cijfers voor de periode van juli 2023 tot en met juni 2024). Alle inkomsten en uitgaven van WWF-NL worden gecontroleerd door het Centraal Bureau Fondsenwerving (CBF). Het mag zich daarmee een CBF-Erkend Goed Doel noemen.